# Шаркьой
Шаркьой (на турски: Şarköy; на гръцки: Περίσταση) е град в европейската част на Турция, югозападната част на Вилает Родосто. Шаркьой е околийски център и единствена община в едноименната околия.

## География
Шаркьой е разположен на северния бряг на Мраморно море. От вилаетния център Родосто (Текирдаг) отстои на 86 км в западна посока.

## История
Шаркьой ще да е доста старо селище основано в древността от траките или гърците. През вековете преминава във владението на множество народи. Османците го завладяват през 1362 година и селището постепенно придобива името Шехиркьой (Şehirköy) или преведено буквално град-село, градец. По-късно името му се видоизменя и придобива днешното си звучене Шаркьой.
Шаркьой често пъти е страдал и черпил от близостта си до Константинопол, а днес Истанбул. Богатите околности на селището му позволяват през османско време да придобие популярност в султанската столица като място на добро вино, оттук тръгвали още плодове, зърно, керамика за строителството.
В 19 век Шаркьой е център на каза в Родостенския санджак на Османската империя. Според статистиката на професор Любомир Милетич в 1912 година в Шаркьой живеят 600 гръцки семейства.
При избухването на Балканската война в 1912 година един човек от Шаркьой и един от Шаркьойско са доброволци в Македоно-одринското опълчение.
Бреговете около Шаркьой са превзети от Българската армия на 22 декември 1912 г. през Балканската война. В началото на 1913 година боят при Шаркьой - Индже Бурун е част от последния опит на османското командване да обърне хода на Балканската война в своя полза. Шаркьой е завзет и от гръцката армия през 1920-1922 по време на Гръцко-турската война (1919-1922). Гръцкото население на Шаркьой се изселва след 1922 година.

## Личности
Родени в Шаркьой
- Атанас Фотев (1886 – ?), македоно-одрински опълченец, 6 охридска дружина[3]

Починали в Шаркьой
- Аспарух Ненов Бояджиев, български военен деец, подпоручик, загинал през Балканската война[4]
- Евтим Хаджиданев Шампетков (о. 1877 – 1913), македоно-одрински опълченец, 4-та рота на 2-ра скопска дружина, убит на 26 януари 1913 година в боя при Шаркьой[5]
- Крум Чушков (о. 1893 – 1913), македоно-одрински опълченец, 3-та рота на 4-та битолска дружина, убит на 26 януари 1913 година в боя при Шаркьой[6]
- Марин Лазаров Бърдаров (о. 1895 – 1913), македоно-одрински опълченец, 1-ва рота на 2-ра скопска дружина, убит на 26 януари 1913 година в боя при Шаркьой[7]
- Петър Григоров Янков (о. 1881 – 1913), македоно-одрински опълченец, 1-ва рота на 2-ра скопска дружина, убит на 26 януари 1913 година в боя при Шаркьой[8]
- Спас Велков (о. 1893 – 1913), македоно-одрински опълченец от струмишкото село Рич, 3-та рота на 4-та битолска дружина, убит на 26 януари 1913 година в боя при Шаркьой[9]
- Тома Лазаров Анчев (о. 1894 – 1913), македоно-одрински опълченец, 4-та рота на 2-ра скопска дружина, убит на 26 януари 1913 година в боя при Шаркьой[10]